# Perlenkehl-Ameisenschlüpfer
Der Perlenkehl-Ameisenschlüpfer (Rhopias gularis, Syn.: Myrmotherula gularis) ist eine kleine Art der Ameisenvögel. Die Art kommt ausschließlich in Südamerika vor.

## Erscheinungsbild
Der Perlenkehl-Ameisenschlüpfer erreicht eine Körperlänge von 8,5 bis 9,5 Zentimetern und zählt damit zu den kleinsten Arten der Ameisenvögel. Er wiegt zwischen 10 und 12 Gramm. Der Körperbau ist rundlich.
Perlenkehl-Ameisenschlüpfer haben ein graues Gesicht und auffällig dunkle Augen. Die Kehle ist weiß gesprenkelt. Die Körperoberseite ist braun. Die Flügeldecken haben ein dunkles Band, das weiß gesäumt ist. Der Schwanz ist sehr kurz, wie dies auch für die anderen Ameisenschlüpfer charakteristisch ist.

## Verbreitung und Verhalten
Perlenkehl-Ameisenschlüpfer kommen ausschließlich in atlantischen Waldgebieten Brasiliens vor. Es sind Standvögel, die die untere Schicht immergrüner Wälder besiedeln. Die Art ist nicht sehr häufig, gilt aber nicht als bedroht.

## Belege

### Weblink
- Rhopias gularis in der Roten Liste gefährdeter Arten der IUCN 2013.2. Eingestellt von: BirdLife International, 2012. Abgerufen am 6. Februar  2014.